# Legge Bucalossi
La legge 28 gennaio 1977, n. 10 (detta anche legge Bucalossi) è una legge della Repubblica Italiana, così detta dal suo promotore Pietro Bucalossi.

## Storia
Emanata durante il governo Andreotti III, introdusse il vincolo per l'esercizio del diritto di costruire subordinato al possesso di una concessione; quest'ultima era rilasciata da parte del sindaco. In seguito alla legge 15 maggio 1997, n. 127 il potere di rilasciare autorizzazioni e concessioni è passato a quella dei funzionari comunali con qualifica dirigenziale. Nel 2001 è stata superata con la promulgazione del testo unico dell'edilizia, che sostituì la concessione edilizia col "permesso di costruire".

## Contenuto
La principale novità è l'introduzione del principio - sancito dagli artt. 1 e 3 - che l'esercizio del diritto a costruire è subordinato ad una concessione edilizia rilasciata dall'amministrazione comunale a fronte del pagamento di un corrispettivo, divenendo quindi una concessione a titolo oneroso, proporzionale al valore della costruzione, deliberato dal consiglio comunale. Nelle intenzioni, la ragione dell'istituto è che con il pagamento del corrispettivo da parte del privato interessato si possano realizzare opere di urbanizzazione pubblica nonché finanziare lo stesso comune. In via ordinaria dura tre anni, se tuttavia non viene completata l'opera entro tale limite il richiedente deve inoltrare un'altra richiesta e quindi pagare nuovamente gli oneri legati al suo rilascio. I lavori devono iniziare entro un anno dal rilascio della nuova concessione.
Altre disposizioni sono la modifica della legge 18 aprile 1962, n. 167, stabilendo che l'estensione dei piani di edilizia economica popolare dev'essere compresa tra il 40% ed il 70% rispetto a quella necessaria a soddisfare il fabbisogno complessivo di edilizia abitativa nel periodo previsto dal piano, e che consentiva l'attività di trasformazione urbanistica ed edilizia del territorio, in conformità agli strumenti di pianificazione urbanistica, in assenza dei quali venivano previsti limiti all'attività edificativa.

## Il procedimento per il rilascio della concessione
Per richiedere la concessione edilizia, il proprietario del terreno o dell'entità immobiliare doveva presentare una domanda corredata della necessaria documentazione relativa al sito e all'opera che si intende realizzare.
Le domande di concessione relative ad insediamenti industriali ed attività produttive dovevano essere preventivamente sottoposte dall'interessato all'A.S.L. competente per territorio, per la verifica di compatibilità e tutela dell'ambiente dal punto di vista igienico sanitario e della difesa della salute della popolazione e dei lavoratori interessati.
Il responso del sindaco o dei funzionari comunali con qualifica dirigenziale veniva notificato al richiedente non oltre 60 giorni dalla data di ricevimento della domanda. Scaduto tale termine senza che il sindaco si fosse pronunciato, poteva essere presentato ricorso al Presidente della Giunta Regionale che invitava il sindaco a provvedere entro 15 giorni. In caso di persistente silenzio veniva nominato un commissario che si pronunciava entro 30 giorni sull'istanza di concessione.
Nell'atto di concessione erano indicati i termini di inizio e di ultimazione dei lavori, scaduti i quali doveva essere richiesta una nuova concessione.